# Ščavnica
Ščavnica (niem. Stainz) – rzeka w północno-wschodniej Słowenii. Ma długość 56 km, powierzchnie zlewni 288 km² i średni przepływ 2,0 m³/s.

## Przebieg
Ščavnica zaczyna się koło miejscowości Zgornja Velka. Początkowo strumień płynie na południowy-wschód, jednak we wsi Dražen Vrh skręca w kierunku wschodnim. W miejscowości Zgornja Ščavnica rzeka zostaje zasilana przez liczne potoki. Rzeka w Spodnjej Ščavnicy skręca w kierunku południowo-wschodnim. Rzeka przecina Autostradę A5 oraz w okolicach wsi Gajševci uchodzi do jeziora Gajševci. Przed miastem Ljutomer rzeka skręca w kierunek wschodni, gdzie przyjmuję jej największy dopływ – Turję. W okolicach wsi Gibina rzeka wpada do Mury.

## Zanieczyszczenie
Rzeka jest jedną z najbardziej zanieczyszczonych rzek w Słowenii (posiada IV klasę jakości wód), jest to spowodowane odprowadzaniem ścieków z Ljutomeru.